# Yngve Lundquist

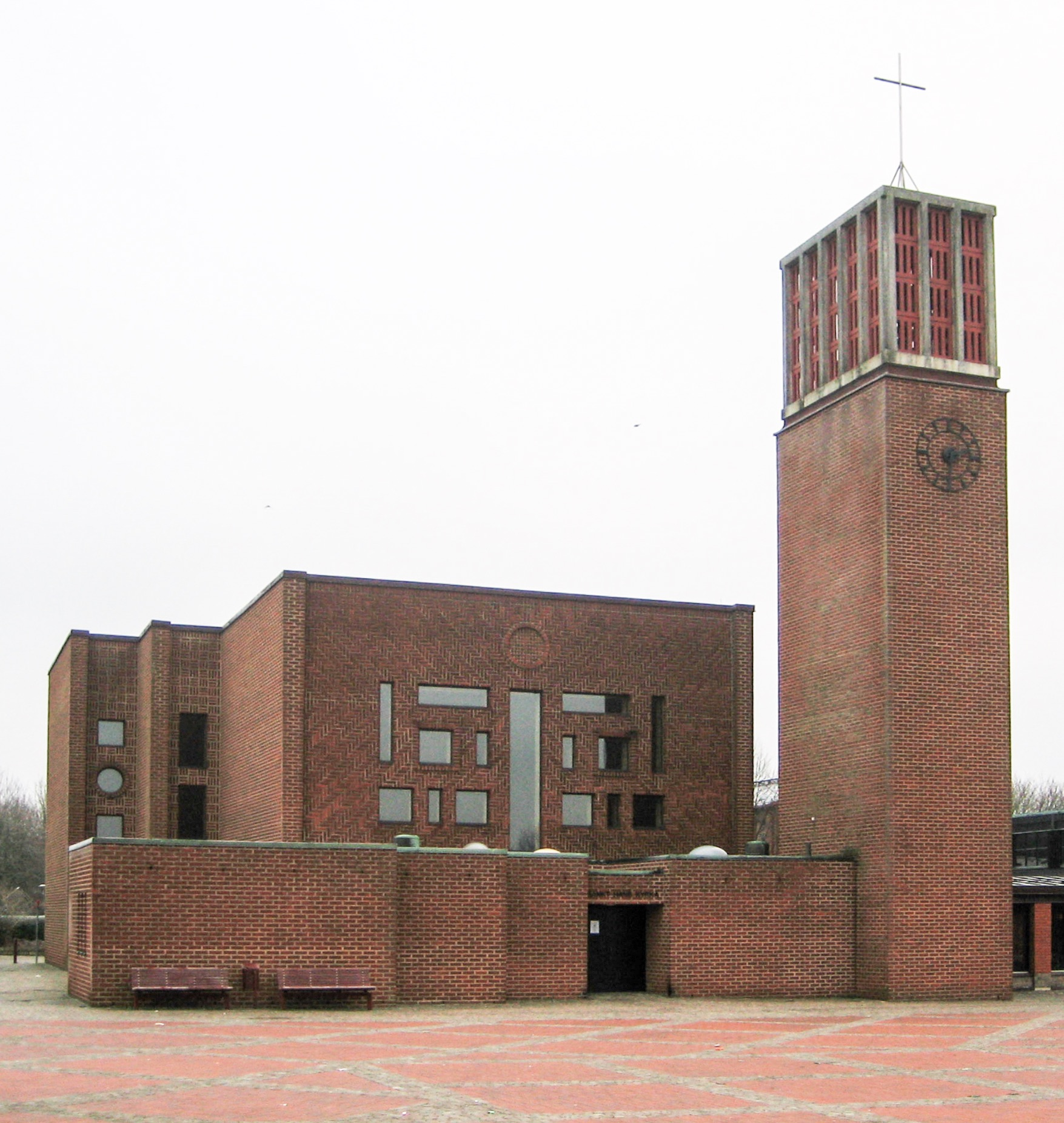
Sankt Hans kyrka i Lund (1971).

Yngve Lundquist, folkbokförd Hans Yngve Gösta Lundqvist, född 13 november 1931 i Stockholm, död 5 oktober 2007 i Lund, var en svensk arkitekt.
Lundquist, som var son till förlagschef  Gösta Lundquist och Inga Falk, avlade studentexamen 1951 och utexaminerades från Chalmers tekniska högskola (CTH) 1958. Han var förste assistent i arkitektur vid CTH 1957–1959 samt övningsassistent i frihandsteckning och arkitektur där 1957–1959 och 1960–1962, anställd hos professor Jan Wallinder 1959, hos professor Helge Zimdal 1960. 
Under sin tid i Göteborg engagerades han i experimenthusen i Utby som visades 1958 i ett samarbete mellan Göteborgs stads egnahemsbyrå och Hem i Sverige genom Ulla Molin. De fyra atriumhusen på Backegårdsgatan var tänkta att kunna anpassas efterhand som en familj växte.
Han bedrev egen arkitektverksamhet Lund från 1962 (tillsammans med Hakon Ahlberg och Hans Rendahl). Han var konsult på stadsarkitektkontoret i Lund och lärare i frihandsteckning Lunds tekniska högskola från 1964. Han var stipendiat vid Svenska institutet i Rom 1959–1960. 
Han är begravd på Norra kyrkogården i Lund.

## Verk
Lundquist utförde bland annat: 
- Experimentområdet Backegårdsgatan 27–31 i Utby (Göteborg) 1958
- Lungkliniken i Halmstad 1964
- Träningshallar i Lund 1965 (Bollhuset), Lund
- Villaområde i Kalifornien 1964–1965
- Stadsplan för kvarteret Bytarebacken i Lund 1964
- Högstadieskolor (Fäladsgården), kontorshus, centrumanläggning i Lund 1965–1967
- Sankt Hans kyrka i Lund 1971
- Spykens tillbyggnad
- Holger Crafoords ekonomicentrum
- Polhemskolans tillbyggnad
- Arbetsförmedlingen respektive Försäkringskassans kontorsbyggnader i Lund
- Mildner-villorna i stadsdelen Norra Fäladen.